# Дебес, Лотар
Лота́р Дебе́с (нем. Lotar Debes) (21 июня 1890, Айхштетт, Германская империя — 14 июля 1960, Оснабрюк, ФРГ) — группенфюрер СС.

## Биография
Окончил Королевский баварский кадетский корпус. Службу начал 10 января 1911 года в 18-м Королевском Баварском пехотном полку Принц Людвиг Фердинанд. В 1911-12 годах обучался Данцигском военном училище. 27 января 1912 года произведён в лейтенанты. С 1913 года служил в 88-м (2-м Нассау) пехотном полку в Майнце. С 1913 по начало 1914 года служил в командовании района Зиген, с 1914 года — Ханау.

## Первая мировая война
После начала Первой мировой войны в августе 1914 года переведен в 25-й сапёрный батальон, затем вновь в 88-й пехотный полк. С 18 сентября 1915 года командир 5-й роты своего полка. 24 июня 1916 года был тяжело ранен.
После, до 27 сентября 1916 года — заместитель, адъютант и заместитель 1-го офицера Генштаба в штабе XVIII армейского корпуса. Затем служил в 223-й пехотной дивизии как 2-й адъютант. В течение Первой мировой войны был награждён Железным крестом 1-го и 2-го классов.
В мае 1918 года назначен в Военно-транспортное управление (в Военно-генеральную дирекцию железных дорог западного театра военных действий) в Брюсселе. Работал в отделе «К», который занимался снабжением Западного фронта по водным путям. Позднее назначен в штаб начальника полевых железных дорог при транспортном отделе МКД (дирекции военных каналов) в Брюсселе. В начале ноября 1918 года занимался организацией обороны линии Антверпен-Маас.
После перемирия (приказ от 17 ноября 1918 года) назначен в состав комиссии по переговорам с французской стороной. С 1919 года в МКД в Берлине, а с мая 1919 года заместитель шефа МКД. После подписания Версальского договора он добровольно ушел с поста.

## Межвоенный период
После войны учился, затем работал торговцем в Кёльне.
В 1920-25 годах работал в руководстве большой фирмы. В 1925-29 годах глава небольшого рыночного магазина (склада). В 1929-37 годах служащий фирмы.
В это время связал свою судьбу с нацистами. 1 мая 1930 года вступил в НСДАП (№ 240 110), 1 марта 1937 года в СС (№ 278 963), в звании штурмбаннфюрер СС. Какое-то время служил в лапо в Кёльне. С 1937 года инструктор юнкерского училища СС «Брауншвейг», на этой должности его и застала война.

## Вторая мировая война
1 января 1940 года назначен командиром юнкерского училища СС «Брауншвайг». С 1 января 1942 — командир 2-й пехотной бригады СС на советско-германском фронте. С 22 февраля 1942 года — командир 9-го пехотного полка СС «Туле».
С 10 августа 1942 по 15 февраля 1943 года командир юнкерского училища СС в Бад-Тёльце, в то же время с 6 по 25 января учился на курсах полковых командиров в училище подвижных войск в Вюнсдорфе. С 15 февраля по 12 ноября 1943 года командир 10 танковой дивизии СС «Карл Великий», позднее «Фрундсберг». С 15 января 1944 по 14 июня 1944 года командир 6 дивизии СС «Норд».
С 15 июня 1944 года по 21 июня 1944 года командующий войсками СС «Ост» (в Кракове). После, назначен командующим войсками СС в Италии, оставаясь на этой должности до мая 1945 года.

## Звания
- лейтенант — 27.1.1912
- обер-лейтенант — 18.9.1915
- капитан — 18.10.1918
- штурмбаннфюрер СС — 1.3.1937
- оберштурмбаннфюрер СС — 11.9.1938
- штандартенфюрер СС — 1.1.1940
- оберфюрер СС — 9.11.1941
- бригадефюрер СС и генерал-майор войск СС — 21.6.1942
- группенфюрер СС и генерал-лейтенант войск СС — 30.1.1944

## Награды
- Железный крест 1-го класса 1914 г.
- Железный крест 2-го класса 1914 г.
- Планка к Железному кресту 1-го класса
- Планка к Железному кресту 2-го класса
- Крест за военные заслуги 2-го класса с мечами,
- «Восточная медаль»,
- Знак за ранение,
- «Германский крест в серебре» или «Германский золотой крест» 7.2.1945
- Кольцо «Мёртвая голова»